# Lycium amoenum
Lycium amoenum ist eine Pflanzenart aus der Gattung der Bocksdorne (Lycium) in der Familie der Nachtschattengewächse (Solanaceae).

## Beschreibung
Lycium amoenum ist ein 1 bis 2 m hoher, mit Stacheln bewehrter Strauch. Die Laubblätter sind leicht sukkulent, 12 bis 24 mm lang und 4 bis 7 mm breit.
Die Blüten sind zwittrig und fünfzählig. Der Kelch ist glockenförmig oder gelegentlich breit röhrenförmig. Die Kelchröhre erreicht eine Länge von 6 bis 8 mm. Die Kelchzipfel werden 2 bis 3 mm lang. Die Krone ist glockenförmig bis breit trichterförmig und schmutzig-weiß gefärbt und mit purpurnen Markierungen und violetten Kronlappen versehen. Die Kronröhre ist 10 bis 14 mm lang, die Kronlappen 3 bis 5 mm. Die Basis der Staubfäden ist behaart.
Die Frucht ist eine rote, breit eiförmige oder kugelförmige Beere die 8 bis 10 mm lang und breit wird.

## Vorkommen
Die Art ist auf dem Afrikanischen Kontinent verbreitet und kommt dort in Südafrika in den Provinzen Westkap und Nordkap sowie in Namibia vor.

## Belege
- J.S. Miller und R.A. Levin: Lycium amoenum. In: Project Lycieae